# اداواد
اداواد (به انگلیسی: Adavad) در هند است که در مهاراشترا واقع شده‌است.